# Parti travailliste (Australie)
Pour les articles homonymes, voir Parti travailliste et ALP.
Le Parti travailliste australien (en anglais : Australian Labor Party, souvent abrégé en ALP) est un parti politique social-démocrate en Australie issu du mouvement syndicaliste. Il est membre de l'Alliance progressiste et a été membre de l'Internationale socialiste de 1966 à 2014.
Le parti travailliste tire son origine des mouvements travaillistes fondés au début des années 1890 dans les colonies qui allaient ensuite former la fédération australienne, et notamment en Nouvelle-Galles du Sud et au Queensland. C’est d’ailleurs dans cette dernière colonie qu'Anderson Dawson, chef de file des travaillistes locaux, constitua le premier gouvernement social-démocrate de l’Histoire. Celui-ci, cependant, ne dura qu’une semaine, car il était minoritaire.
On peut cependant considérer que la date de création de l’ALP est celle du 8 mai 1901, date de la première réunion du « parti parlementaire » fédéral (i.e. les députés travaillistes au parlement fédéral australien).
Le Parti travailliste s'est réorienté au centre sur le plan idéologique ces dernières années et présente de nombreux points d'accord avec le Parti libéral, son grand rival conservateur. Ainsi, il soutient la détention dans des camps off shore des demandeurs d'asile, ouvrant même les premiers en 2013, et a repoussé en 2009 l'âge de départ à la retraite à 67 ans. Son programme concernant la protection du climat est plus développé que celui des conservateurs mais reste jugé largement insuffisant dans un pays qui est l'un des principaux émetteurs de gaz à effet de serre par habitant de la planète.

## Histoire
Très rapidement, après sa création de fait le 8 mai 1901, l’ALP prit une place de tout premier plan dans la vie politique australienne. En 1904, Chris Watson forma le premier gouvernement fédéral travailliste en s’appuyant sur une majorité relative. En 1910, le Premier ministre Andrew Fisher put, lui, s’appuyer sur une majorité absolue. Cette même année, l’ALP devint majoritaire dans les chambres des États d’Australie-Méridionale et de Nouvelle-Galles du Sud; l’année suivante en Australie-Occidentale et en 1915 au Queensland.
Ces succès ont fait de l’ALP le premier parti social-démocrate à atteindre le statut de parti de gouvernement. Il le doit sans doute à une base militante très populaire et syndicale, mais aussi très pragmatique, éloignée des débats idéologiques qui pouvaient diviser les socialistes européens. Sans se réclamer du marxisme, l’ALP du début du XXe siècle se fixait tout de même comme objectif la construction du socialisme, mais n’entreprit pas de grandes réformes qui aurait remis en cause le capitalisme. S’il crée un système de protection sociale très en avance sur son temps et bâtit une législation sociale accordant des droits importants aux travailleurs, il ne s’attaque pas à la propriété privée et délaisse d’éventuelles nationalisations.
Cela n’empêche pas l’ALP d'avoir vécu des moments difficiles et de graves crises internes pendant son histoire.
En 1916, le Premier ministre travailliste, Billy Hughes, est désavoué par la majorité de ses députés sur la question de la conscription. En pleine guerre mondiale, il y est favorable alors que son parti la désapprouve. Hughes, qui refuse de se soumettre à cette décision, est exclu du parti. Avec 24 des 67 députés travaillistes, il fonde alors le Parti travailliste national (National Labor Party), qui fusionnera avec les libéraux pour créer, en 1917, le Parti nationaliste d'Australie (Nationalist Party of Australia).

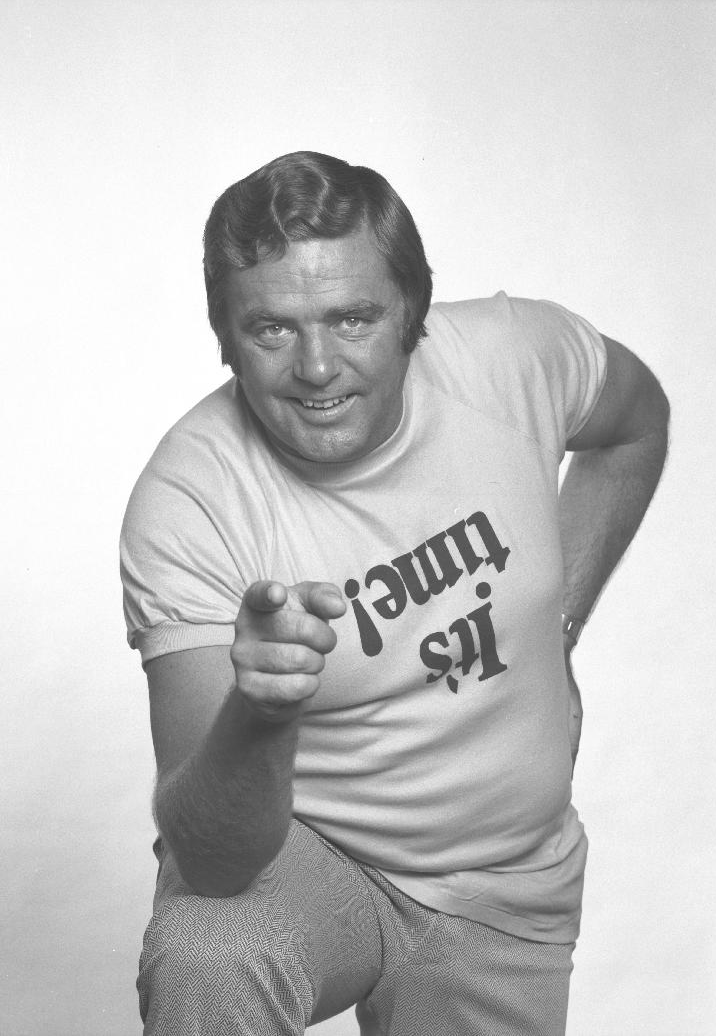
Gough Whitlam a mené une campagne réussie dans les années 1970 intitulé « Il est temps »

En 1931, c’est la branche de Nouvelle-Galles-du-Sud qui fait sécession du parti fédéral. À l’origine, un désaccord de fond entre le premier ministre de cet état, Jack Lang et le premier ministre fédéral au sujet de la politique à mener face à la crise économique. Cette cacophonie interne au parti ne fut pas sans conséquences sur les élections fédérales de cette même année, où l’ALP perdit les deux tiers de ses députés. Lang et trois de ses proches furent élus. La scission perdura jusqu'en 1937, année où l’ALP se donna John Curtin comme chef de file et présenta des candidats unitaires en Nouvelle-Galles-du-Sud. Jack Lang provoqua cependant une nouvelle scission en 1940. Après avoir perdu la direction des travaillistes de Nouvelle-Galles-du-Sud au profit de l’aile gauche du parti, il s’impatienta face aux atermoiements de la direction fédérale à condamner ses successeurs, qui s’étaient notamment prononcés contre toute implication de l’Australie dans la guerre, approuvant tacitement le Pacte germano-soviétique. Il créa alors le Parti travailliste (non communiste), ALP(NC), qui obtint quatre députés aux élections de cette année-là.
La scission fut réglée l’année suivante, avec la réadmission de tous les élus de l’ALP(NC), à l’exception de Lang lui-même, au sein du parti fédéral. L’ALP(NC), limité au cercle le plus restreint des proches de Lang, perdura cependant jusqu’en 1951.
La dernière scission importante eut lieu en 1955. Plusieurs élus de l’État de Victoria, dont sept députés fédéraux, tous catholiques et très influencés par la doctrine sociale de l’Église, constituèrent le Parti travailliste anti-communiste (ALP-AC), après avoir été exclus de l’ALP pour activités fractionnistes. Ce parti n’eut aucun élu aux élections de 1955, et changea son nom en Parti travailliste démocrate (Democratic Labor Party, DLP), qui n'eut jamais une grande influence sur la vie politique australienne.
L'ALP fut exclu du pouvoir fédéral de 1949 à 1972.
L’ALP remporta les élections de décembre 1972, avec Gough Whitlam comme Premier ministre, mais retourna dans l’opposition de 1975 à 1983. Il fut ensuite au pouvoir de 1983 jusqu’en 1996 avec Bob Hawke (1983-91), puis Paul Keating. Pendant cette période (de 1974 à 1984), se développa une conscience accrue de la spécificité australienne qui se traduisit notamment par le référendum de 1977 sur la sortie du Commonwealth et l'adoption de l'hymne national australien Advance Australia Fair, distinct du traditionnel God Save the Queen.

### Premiers ministres d'Australie

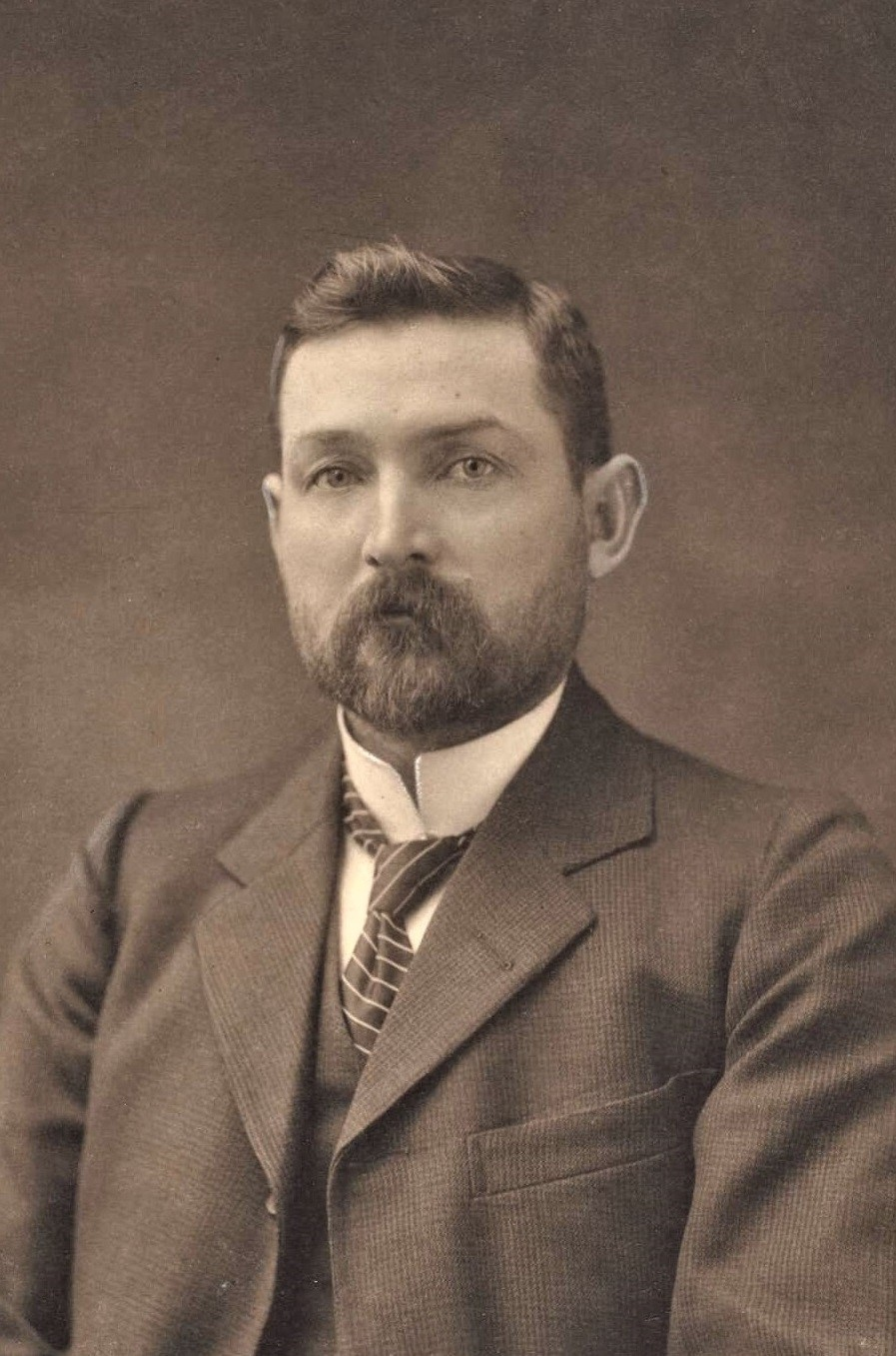
Chris Watson (1904)
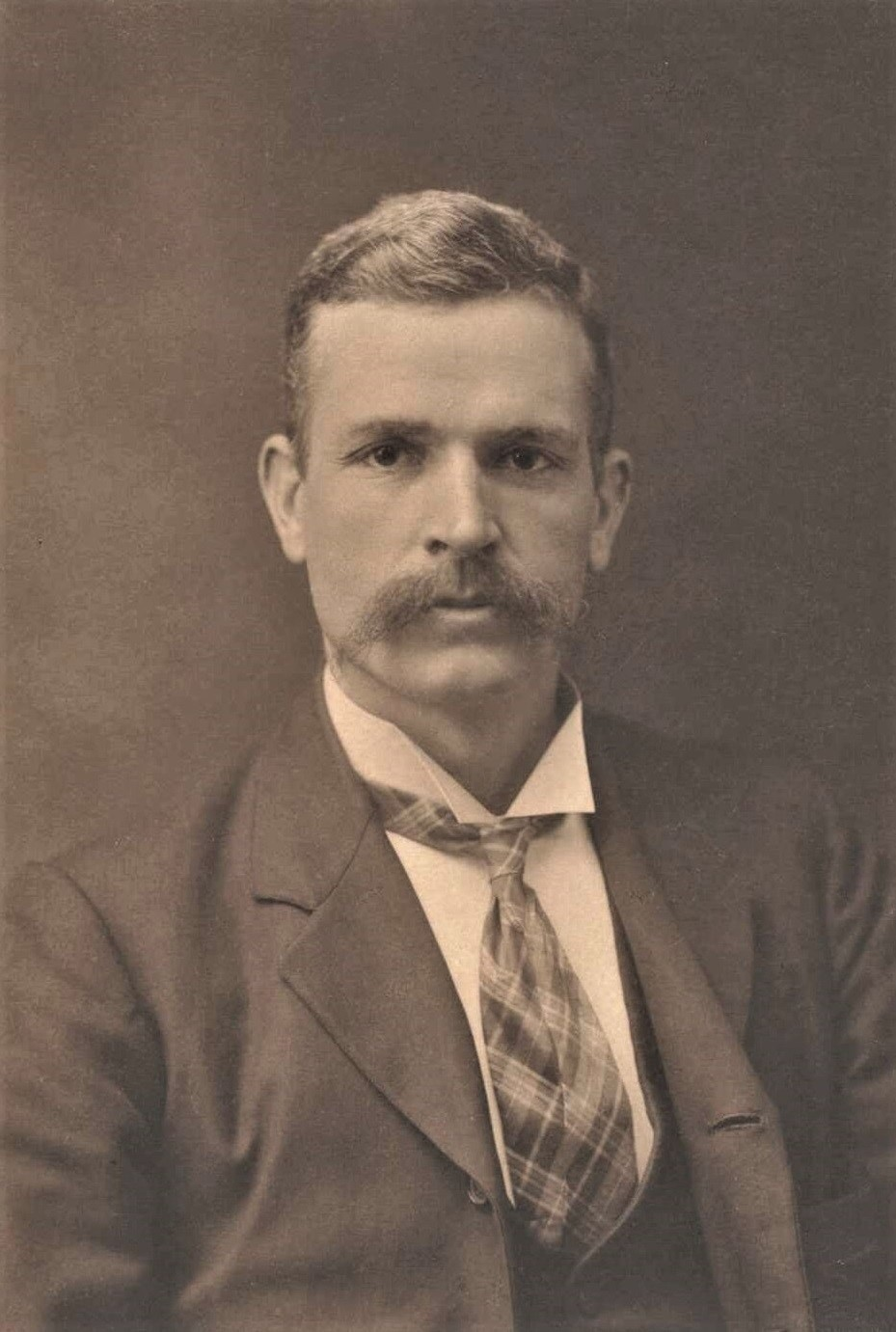
Andrew Fisher (1908-1909, 1910-1913, 1914-1915)
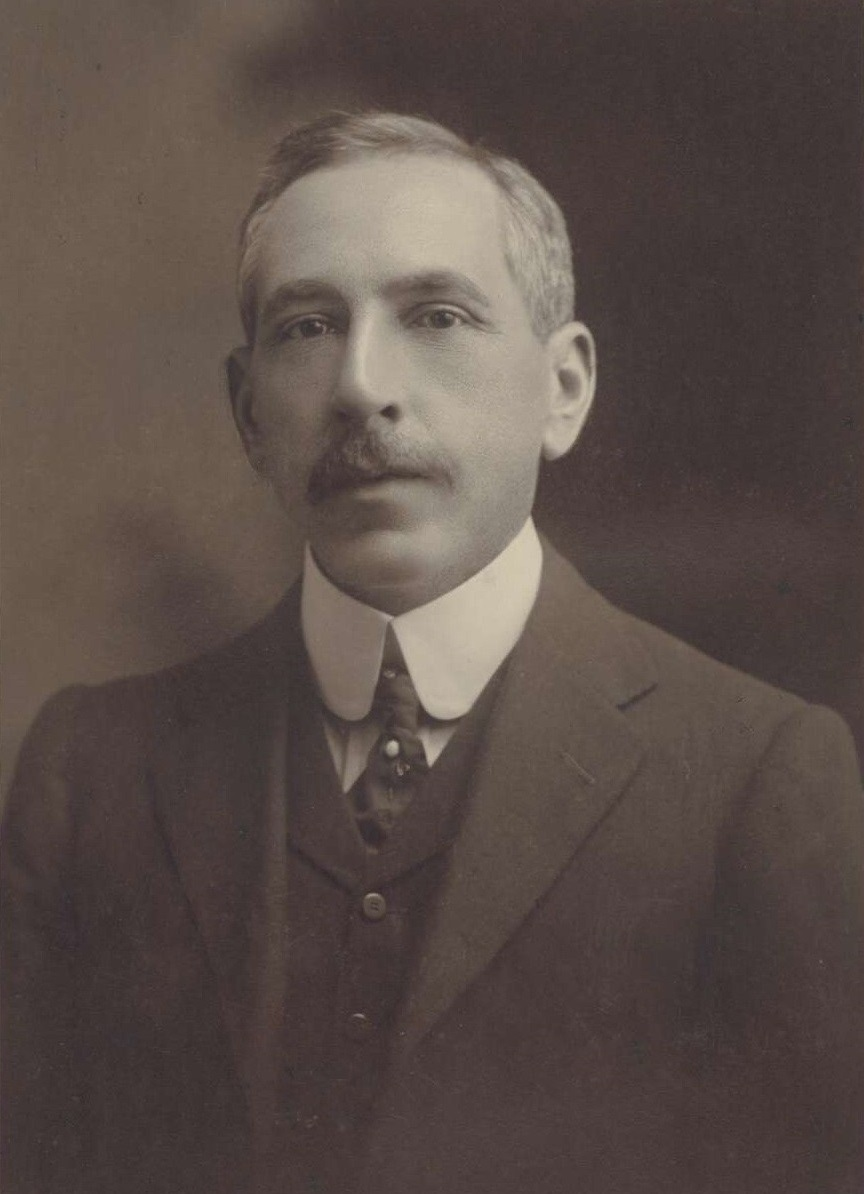
Billy Hughes (1915-1916)
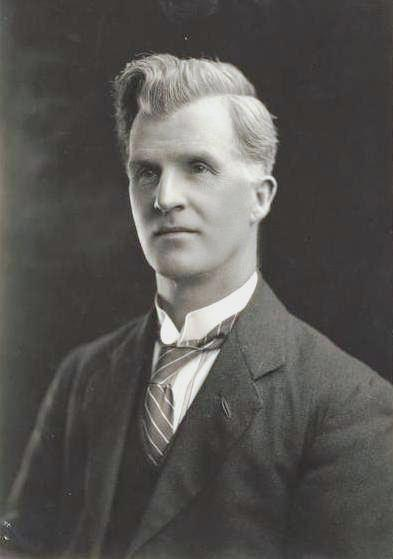
James Scullin (1929-1932)
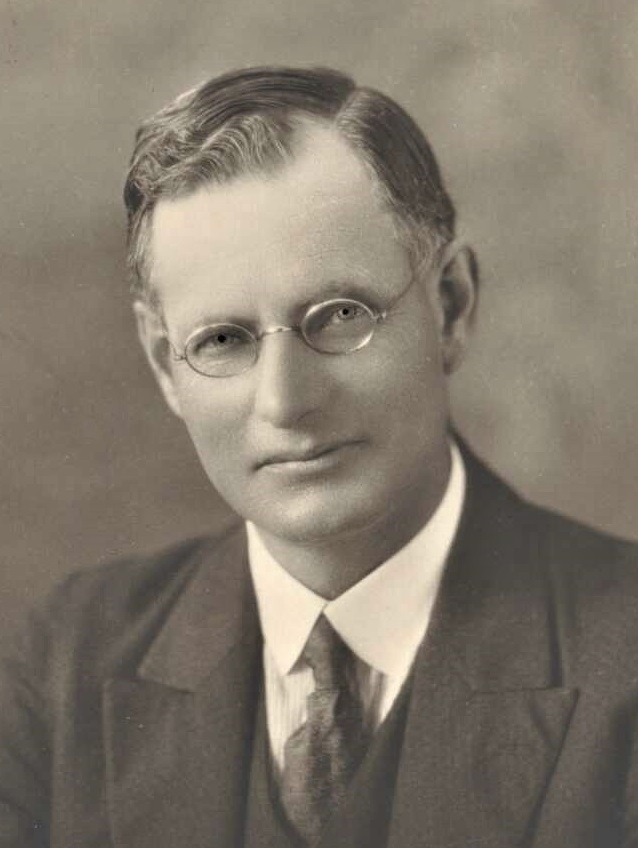
John Curtin (1941-1945)
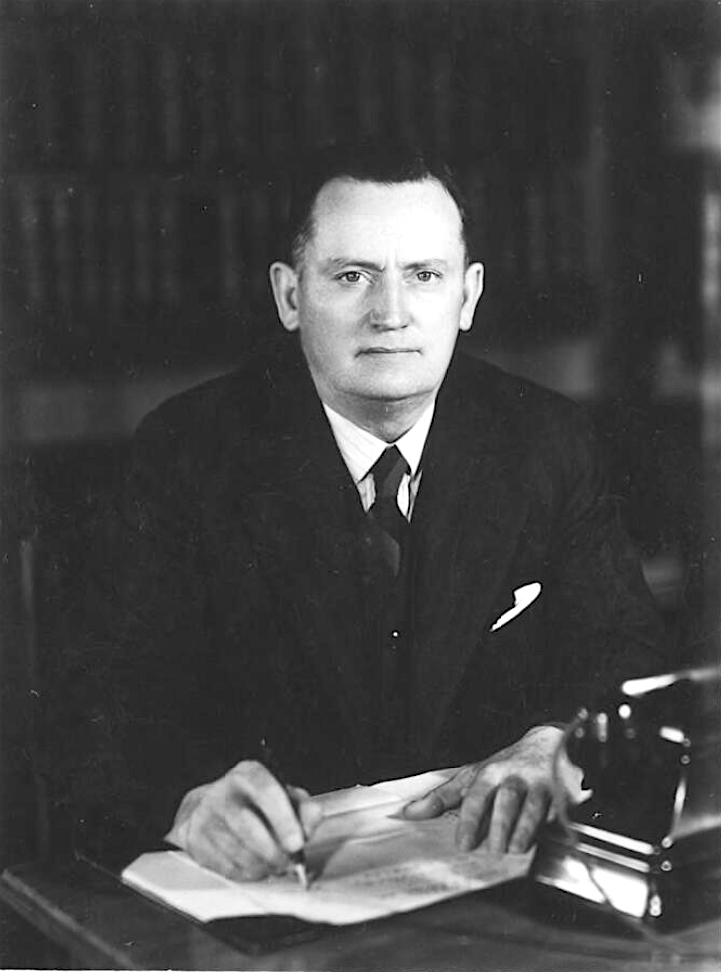
Frank Forde (1945)
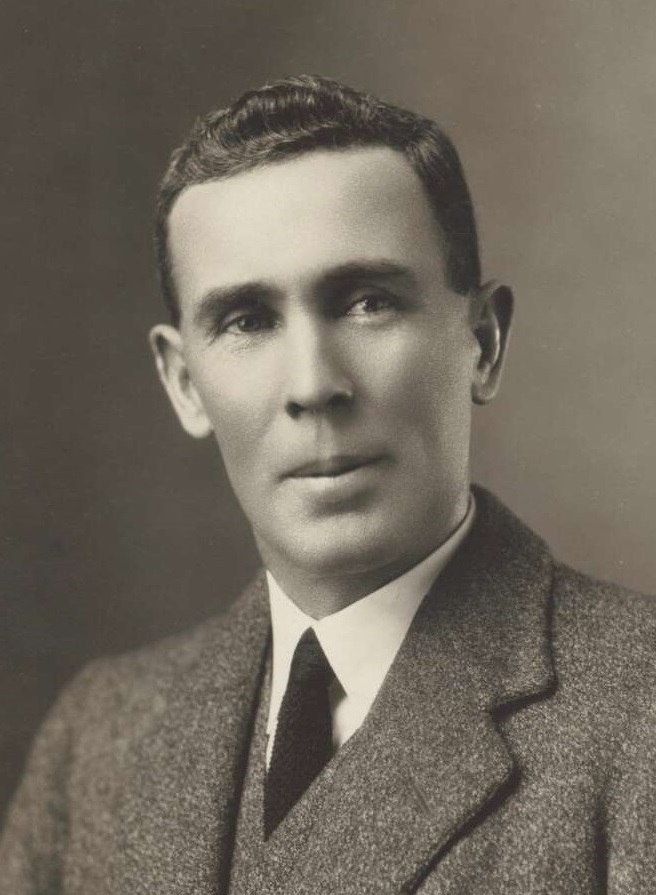
Ben Chifley (1945-1949)
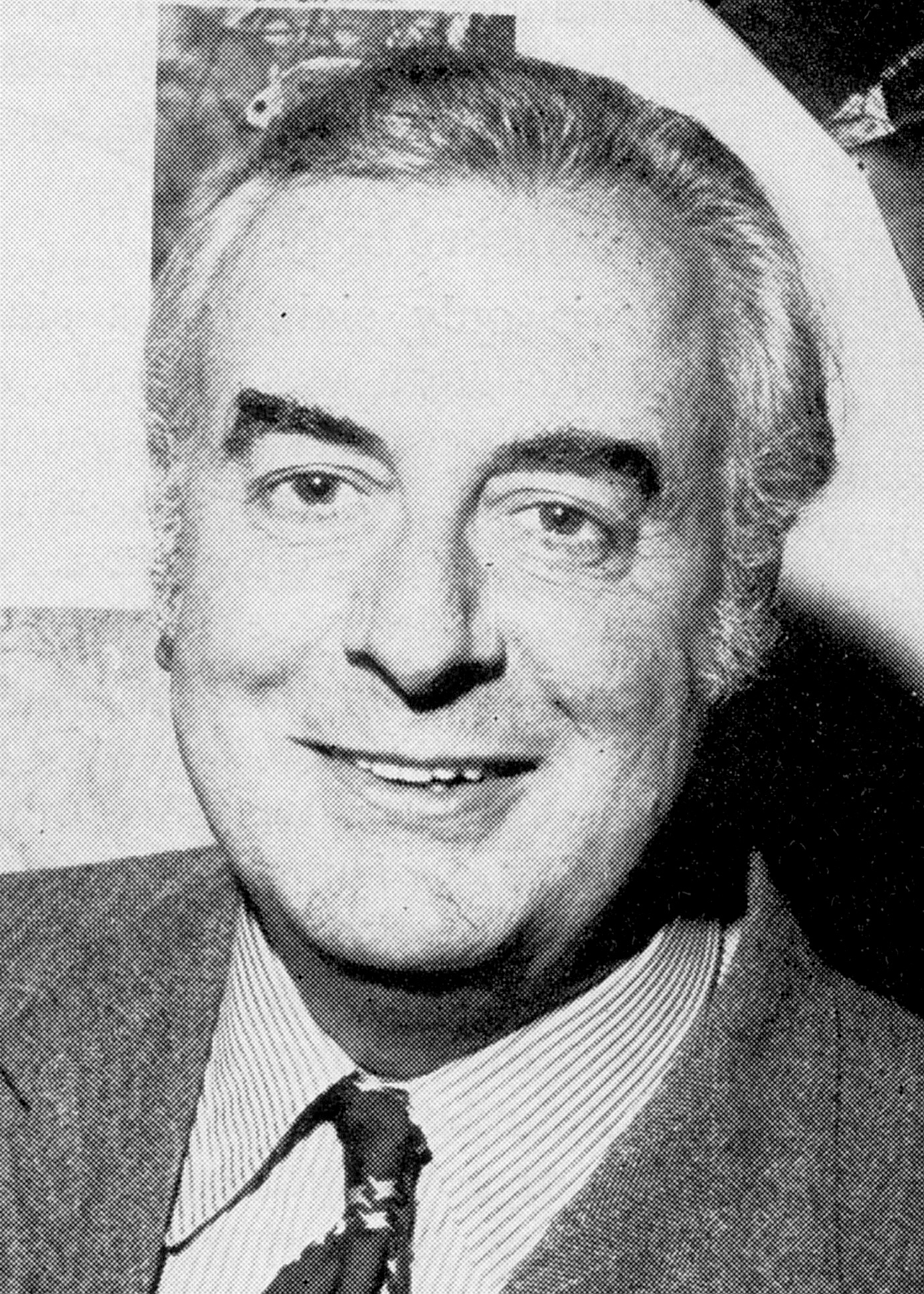
Gough Whitlam (1972-1975)
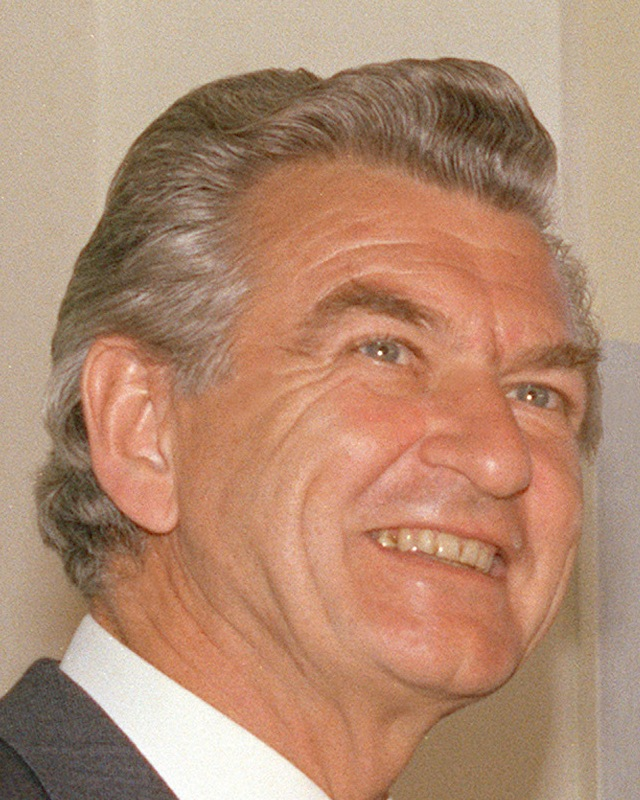
Bob Hawke (1983-1991)
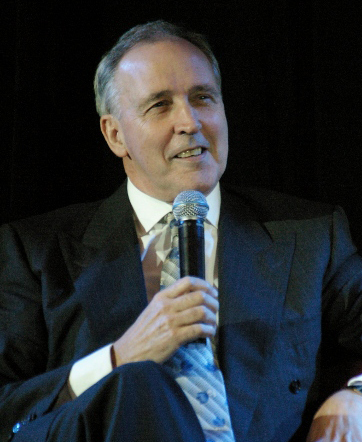
Paul Keating (1991-1996)
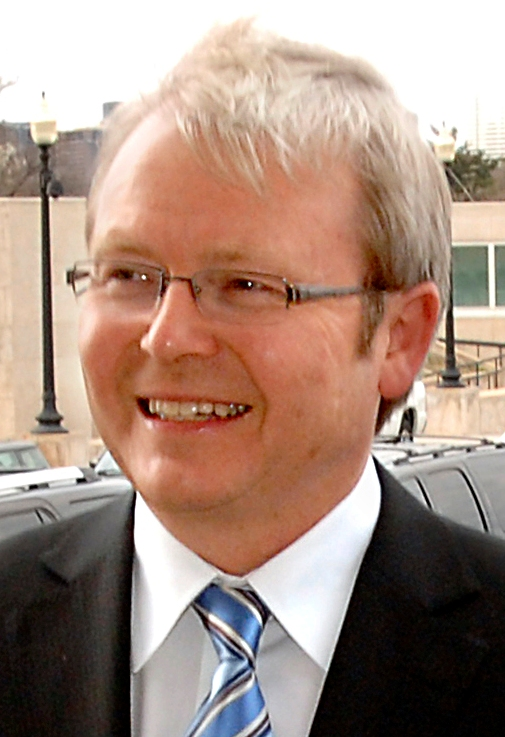
Kevin Rudd (2007-2010 et 2013)
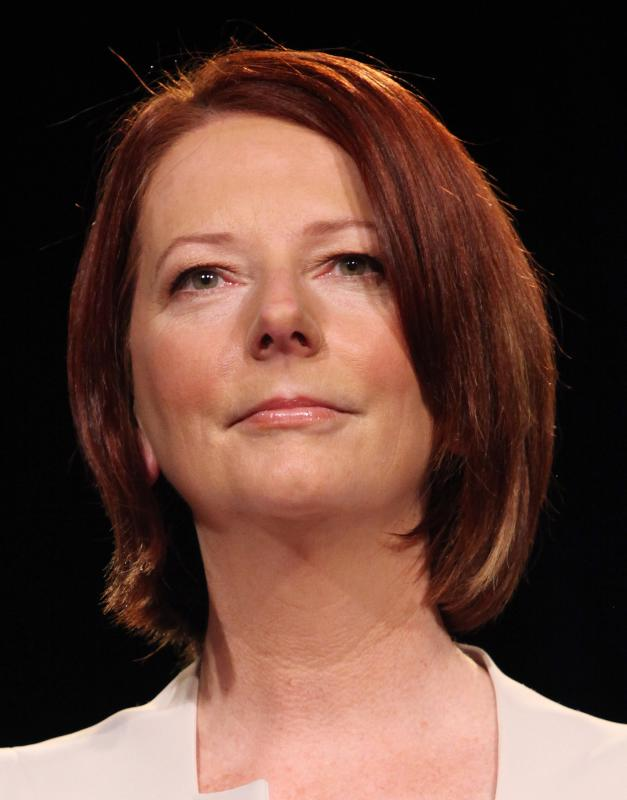
Julia Gillard (2010-2013)
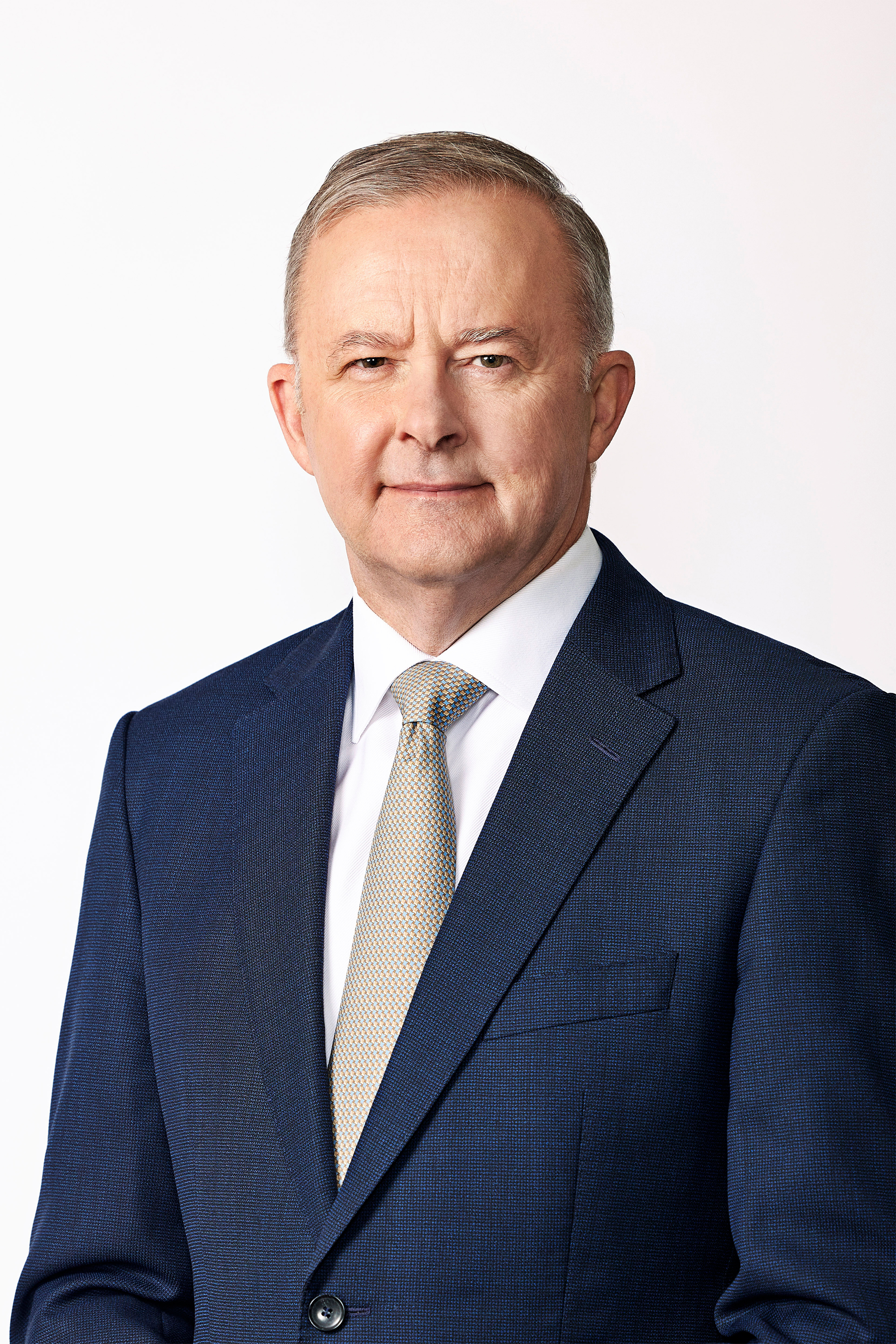
Anthony Albanese (2022-...)

## Résultats électoraux

### Élections fédérales
| Année | Voix      | %     | Rang | Sièges   | Leader             | Gouvernement                   |
| ----- | --------- | ----- | ---- | -------- | ------------------ | ------------------------------ |
| 1901  | 79 736    | 15,76 | 3e   | 14 / 75  | Chris Watson       | Barton                         |
| 1903  | 223 163   | 30,95 | 3e   | 22 / 75  | Chris Watson       | Deakin I, Watson, Reid         |
| 1906  | 348 711   | 36,64 | 2e   | 26 / 75  | Chris Watson       | Deakin II, Fisher I            |
| 1910  | 660 864   | 49,90 | 1er  | 42 / 75  | Andrew Fisher      | Fisher II                      |
| 1913  | 921 099   | 48,47 | 2e   | 37 / 75  | Andrew Fisher      |                                |
| 1914  | 858 451   | 50,89 | 1er  | 42 / 75  | Andrew Fisher      |                                |
| 1917  | 827 541   | 43,94 | 2e   | 22 / 75  | Frank Tudor        |                                |
| 1919  | 811 244   | 42,49 | 2e   | 26 / 75  | Frank Tudor        |                                |
| 1922  | 665 145   | 42,30 | 2e   | 29 / 75  | Matthew Charlton   |                                |
| 1925  | 1 313 627 | 45,04 | 2e   | 23 / 75  | Matthew Charlton   |                                |
| 1928  | 1 158 505 | 44,64 | 2e   | 31 / 75  | James Scullin      |                                |
| 1929  | 1 406 327 | 48,84 | 1er  | 46 / 75  | James Scullin      |                                |
| 1931  | 859 513   | 27,10 | 2e   | 14 / 75  | James Scullin      |                                |
| 1934  | 952 251   | 26,81 | 2e   | 18 / 74  | James Scullin      |                                |
| 1937  | 1 555 737 | 43,17 | 2e   | 29 / 74  | John Curtin        |                                |
| 1940  | 1 556 941 | 40,16 | 2e   | 32 / 74  | John Curtin        |                                |
| 1943  | 2 058 578 | 49,94 | 1er  | 49 / 74  | John Curtin        |                                |
| 1946  | 2 159 953 | 49,71 | 1er  | 43 / 75  | Ben Chifley        |                                |
| 1949  | 2 117 088 | 45,98 | 2e   | 47 / 121 | Ben Chifley        |                                |
| 1951  | 2 174 840 | 47,63 | 2e   | 52 / 121 | Ben Chifley        |                                |
| 1954  | 2 280 098 | 50,03 | 2e   | 57 / 121 | Herbert Vere Evatt |                                |
| 1955  | 1 961 829 | 44,63 | 2e   | 47 / 122 | Herbert Vere Evatt |                                |
| 1958  | 2 137 890 | 42,81 | 2e   | 45 / 122 | Herbert Vere Evatt |                                |
| 1961  | 2 512 929 | 47,90 | 2e   | 60 / 122 | Arthur Calwell     |                                |
| 1963  | 2 489 184 | 45,47 | 2e   | 50 / 122 | Arthur Calwell     |                                |
| 1966  | 2 282 834 | 39,98 | 2e   | 41 / 124 | Arthur Calwell     |                                |
| 1969  | 2 870 792 | 46,95 | 2e   | 59 / 125 | Gough Whitlam      |                                |
| 1972  | 3 273 549 | 49,59 | 1er  | 67 / 125 | Gough Whitlam      |                                |
| 1974  | 3 644 110 | 49,30 | 1er  | 66 / 127 | Gough Whitlam      |                                |
| 1975  | 3 313 004 | 42,84 | 2e   | 36 / 127 | Gough Whitlam      |                                |
| 1977  | 3 141 051 | 39,65 | 2e   | 38 / 124 | Gough Whitlam      |                                |
| 1980  | 3 749 565 | 45,15 | 2e   | 51 / 125 | Bill Hayden        |                                |
| 1983  | 4 297 392 | 49,48 | 1er  | 75 / 125 | Bob Hawke          |                                |
| 1984  | 4 120 130 | 47,55 | 1er  | 82 / 148 | Bob Hawke          |                                |
| 1987  | 4 222 431 | 45,76 | 1er  | 86 / 148 | Bob Hawke          |                                |
| 1990  | 3 904 138 | 39,44 | 1er  | 78 / 148 | Bob Hawke          |                                |
| 1993  | 4 751 390 | 44,92 | 1er  | 80 / 148 | Paul Keating       |                                |
| 1996  | 4 217 765 | 38,69 | 2e   | 49 / 148 | Paul Keating       |                                |
| 1998  | 4 454 306 | 40,10 | 2e   | 67 / 148 | Kim Beazley        |                                |
| 2001  | 4 341 420 | 37,84 | 2e   | 65 / 150 | Kim Beazley        |                                |
| 2004  | 4 408 820 | 37,63 | 2e   | 60 / 150 | Mark Latham        | Howard IV                      |
| 2007  | 5 388 184 | 43,38 | 1er  | 83 / 150 | Kevin Rudd         | Rudd I                         |
| 2010  | 4 711 363 | 37,99 | 2e   | 72 / 150 | Julia Gillard      | Gillard I, Gillard II, Rudd II |
| 2013  | 4 311 365 | 33,38 | 2e   | 55 / 150 | Kevin Rudd         | Abbott, Turnbull I             |
| 2016  | 3 688 484 | 35,40 | 2e   | 69 / 150 | Bill Shorten       | Turnbull II, Morrison I        |
| 2019  | 4 752 110 | 33,87 | 2e   | 68 / 151 | Bill Shorten       | Morrison II                    |
| 2022  | 4 651 652 | 32,59 | 1er  | 77 / 151 | Anthony Albanese   | Albanese I                     |
| 2025  | 5 354 138 | 34,56 | 1er  | 94 / 150 | Anthony Albanese   | Albanese II                    |

## Personnalités notables

### Premiers ministres d'Australie[3]
- Chris Watson 
(1904)
- Andrew Fisher 
(1908-1909, 1910-1913, 1914-1915)
- Billy Hughes 
(1915-1916)
- James Scullin 
(1929-1932)
- John Curtin 
(1941-1945)
- Frank Forde 
(1945)
- Ben Chifley 
(1945-1949)
- Gough Whitlam 
(1972-1975)
- Bob Hawke 
(1983-1991)
- Paul Keating 
(1991-1996)
- Kevin Rudd 
(2007-2010 et 2013)
- Julia Gillard 
(2010-2013)
- Anthony Albanese 
(2022-...)

### Chefs du parti

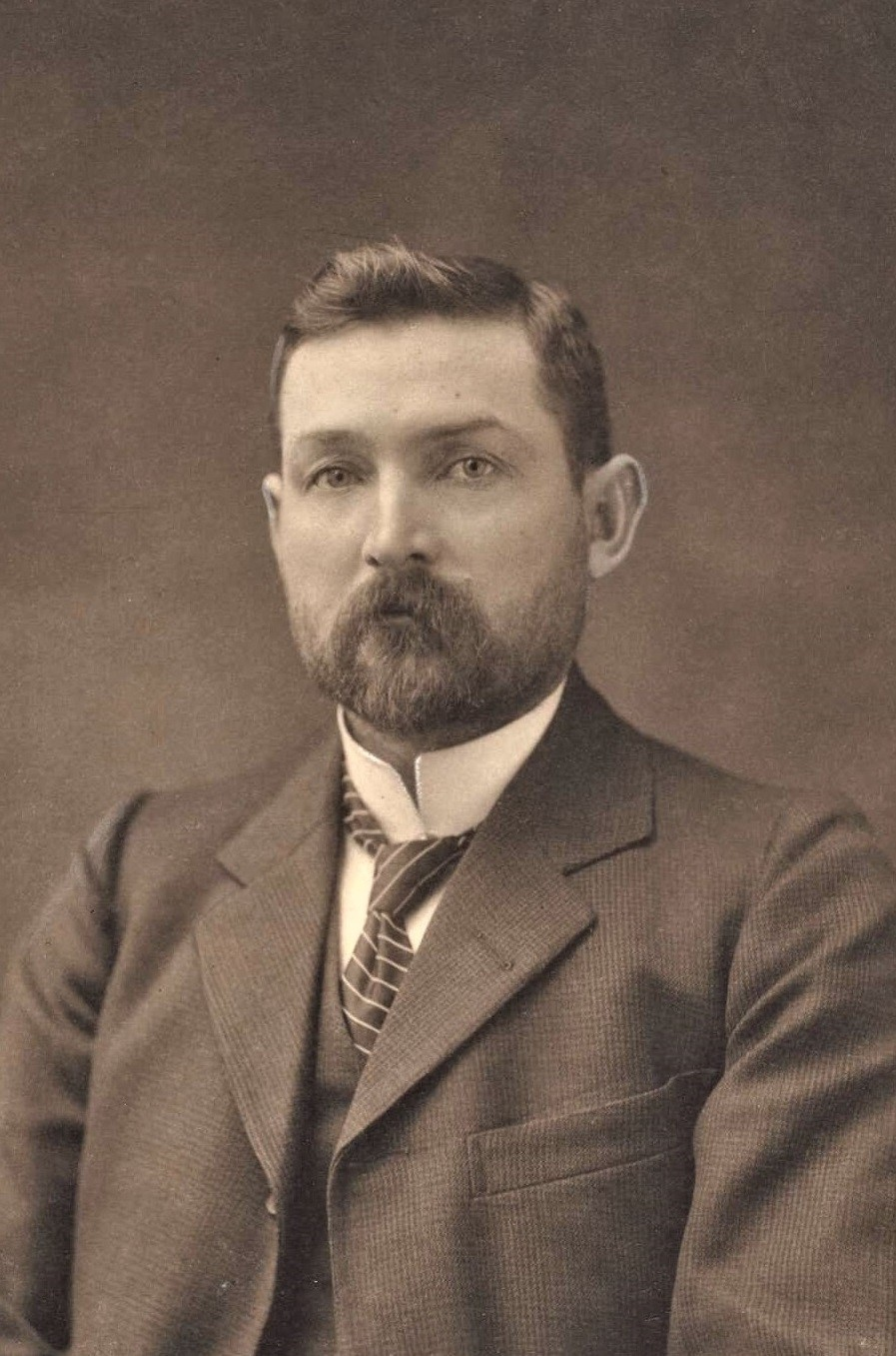
Chris Watson (1901-1907)
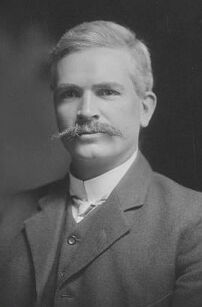
Andrew Fisher (1907-1915)
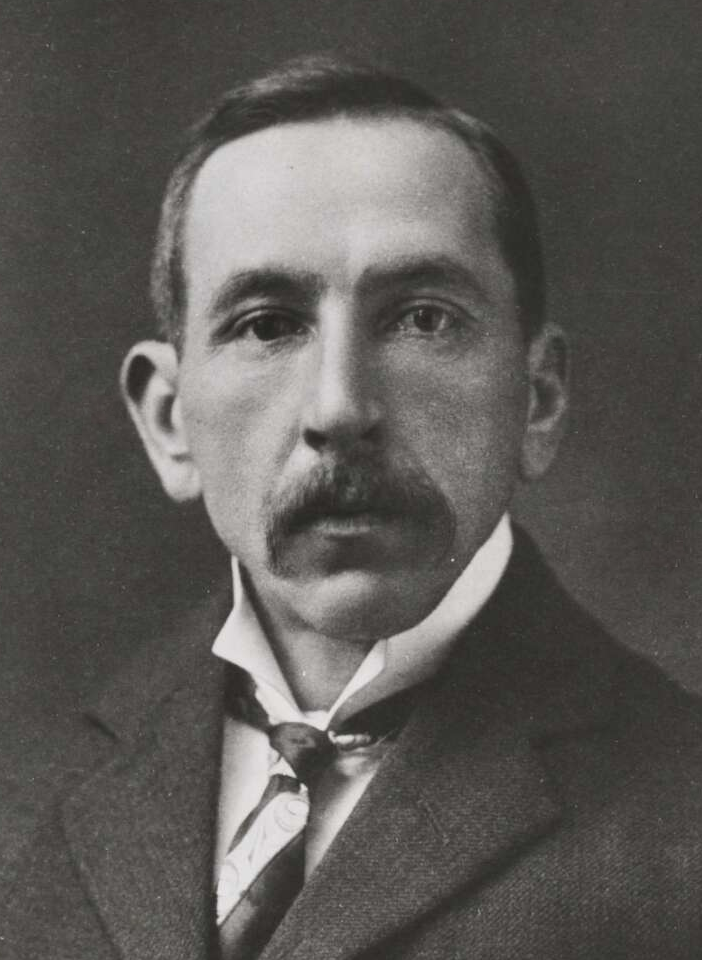
Billy Hughes (1915-1916)
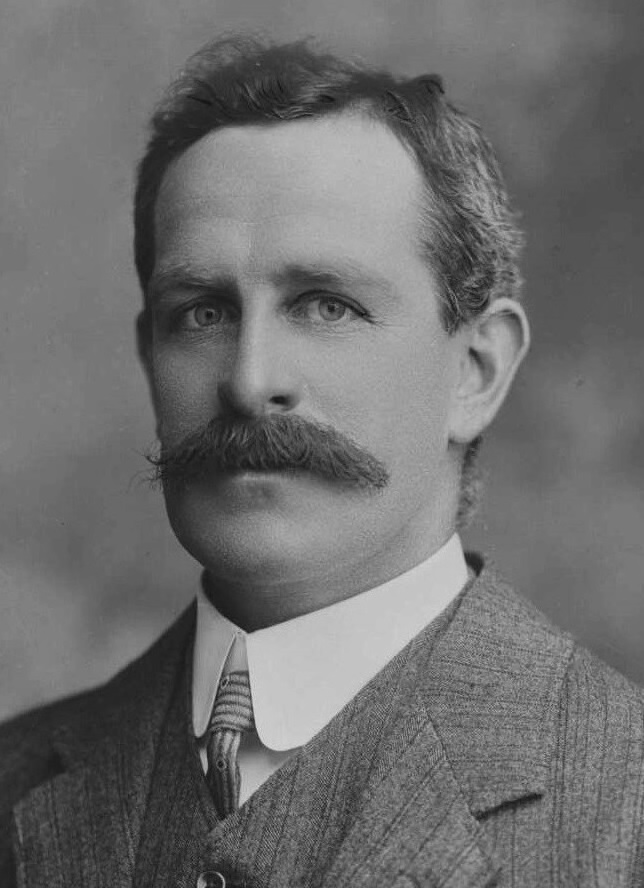
Frank Tudor (1916-1922)
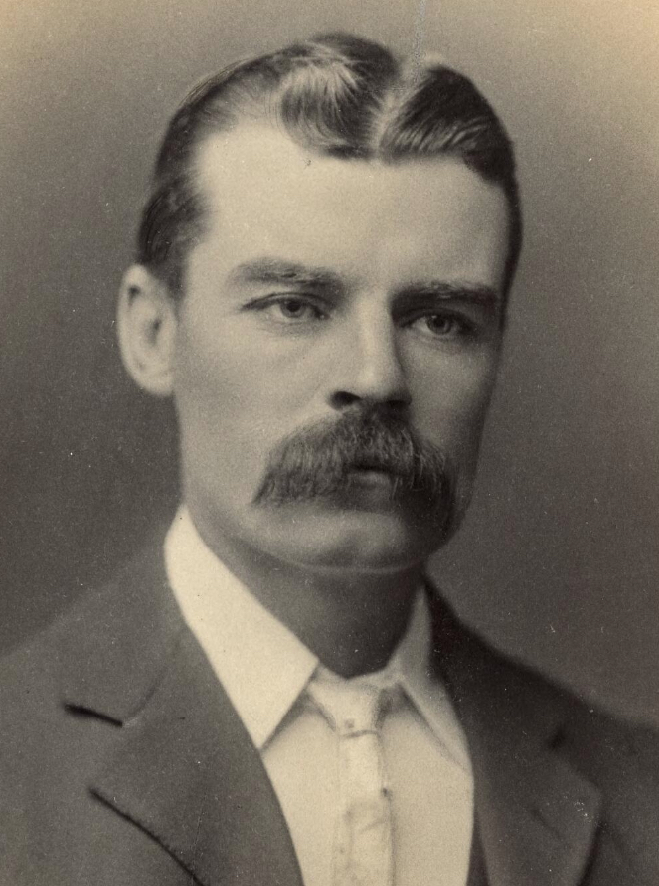
Matthew Charlton (1922-1928)
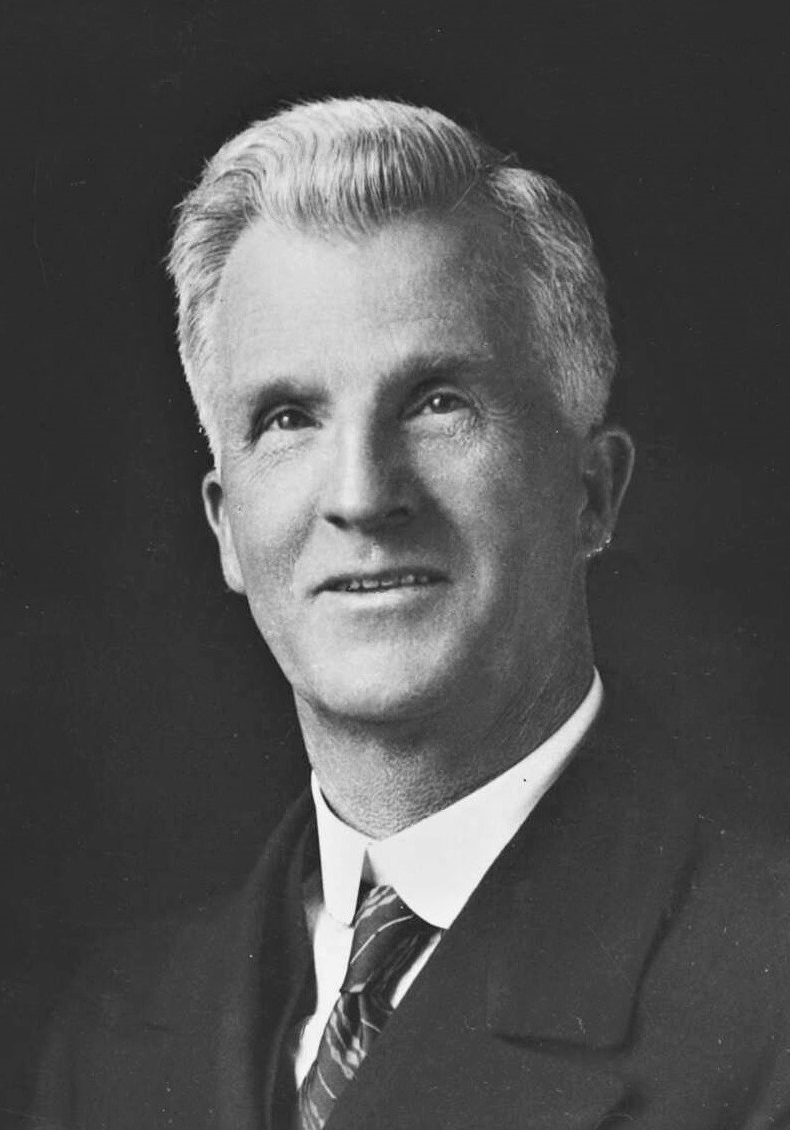
James Scullin (1928-1935)
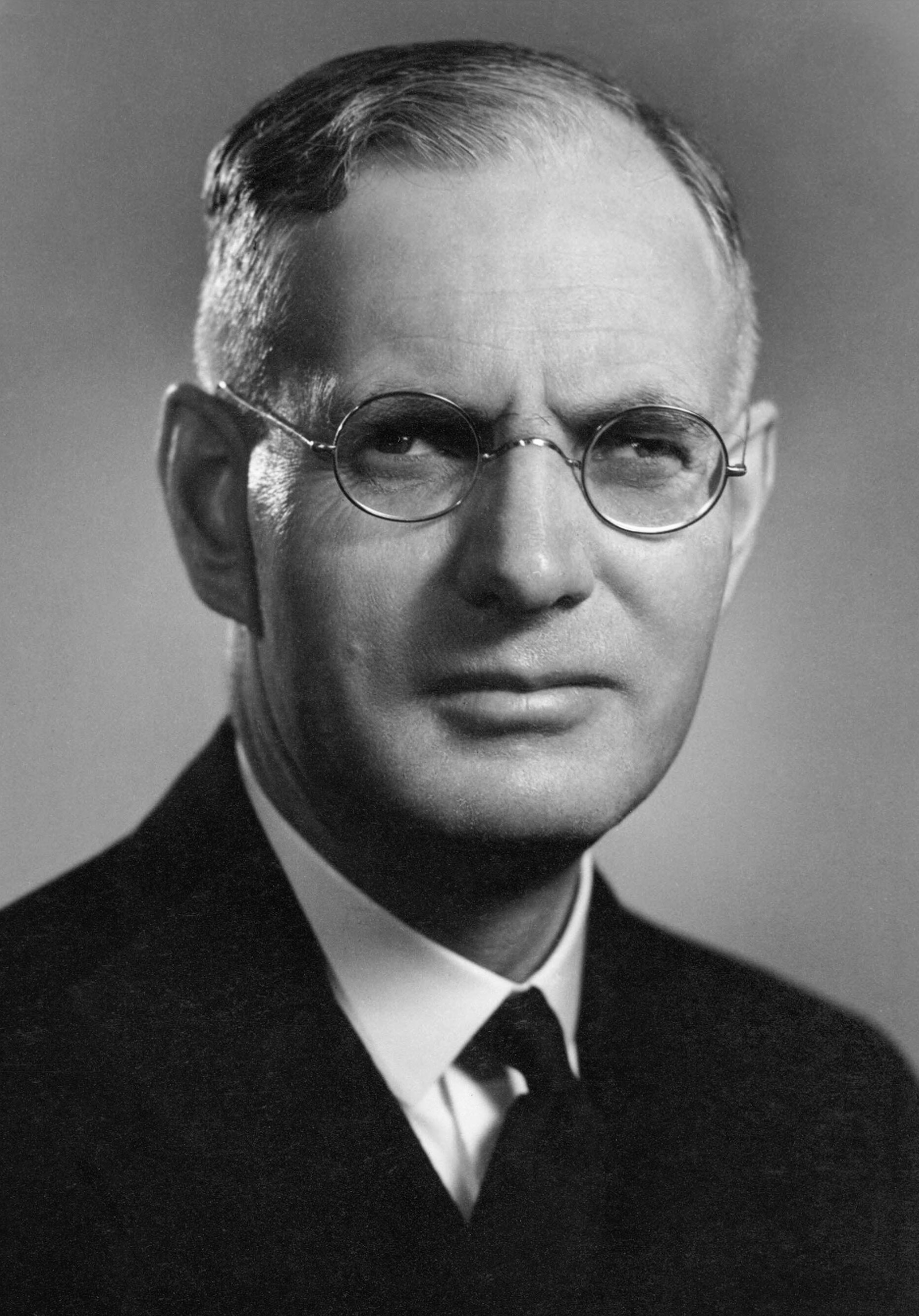
John Curtin (1935-1945)
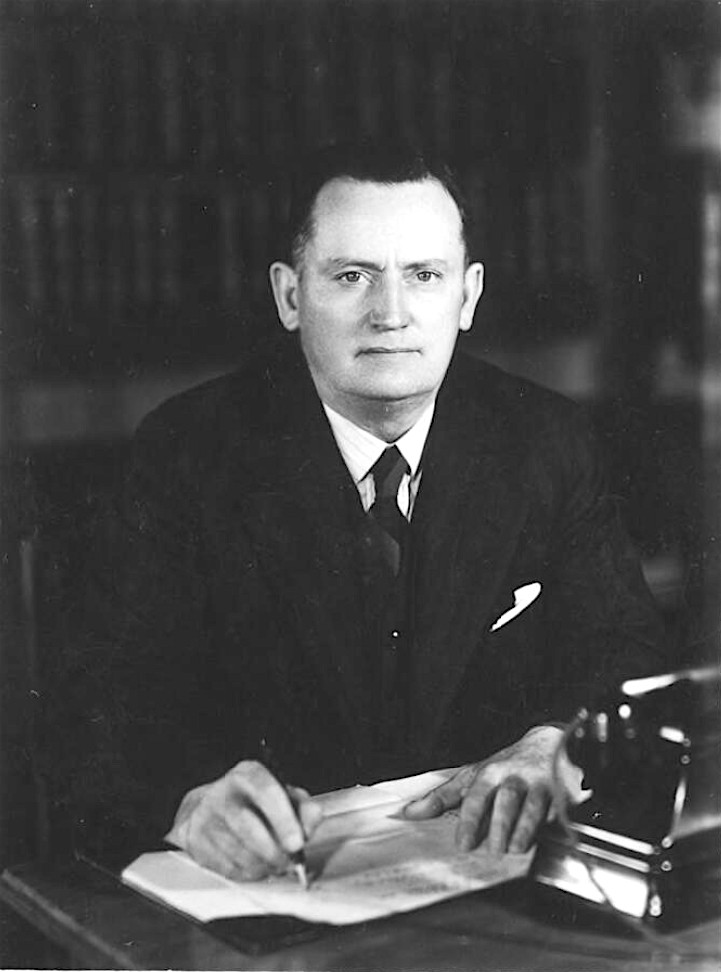
Frank Forde (1945)
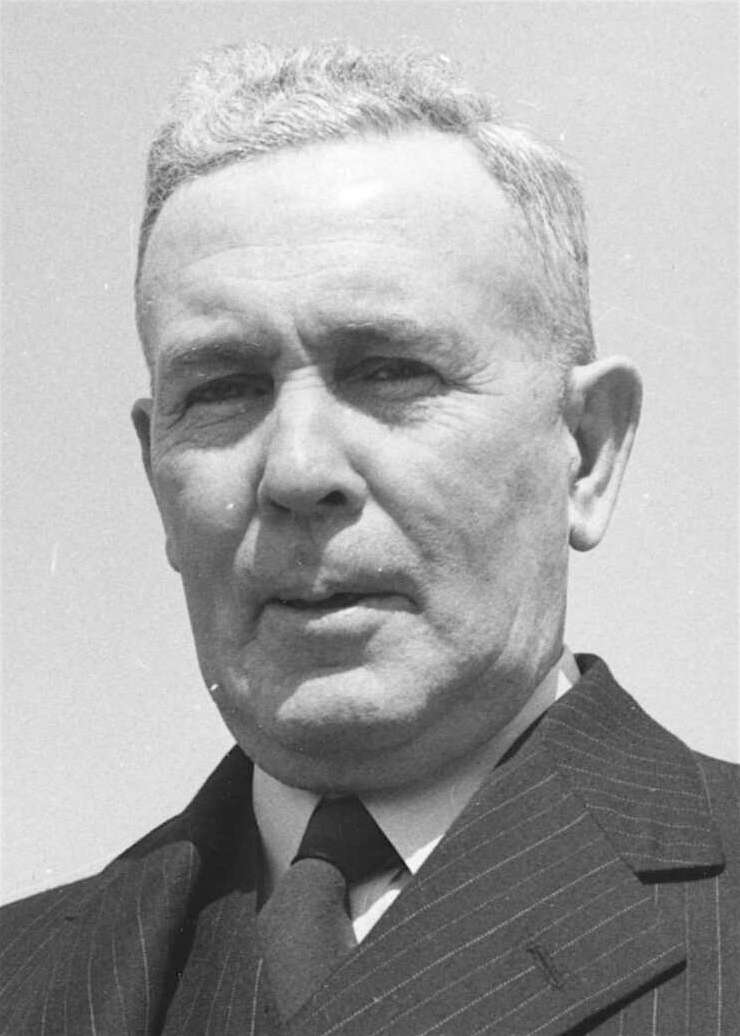
Ben Chifley (1945-1951)
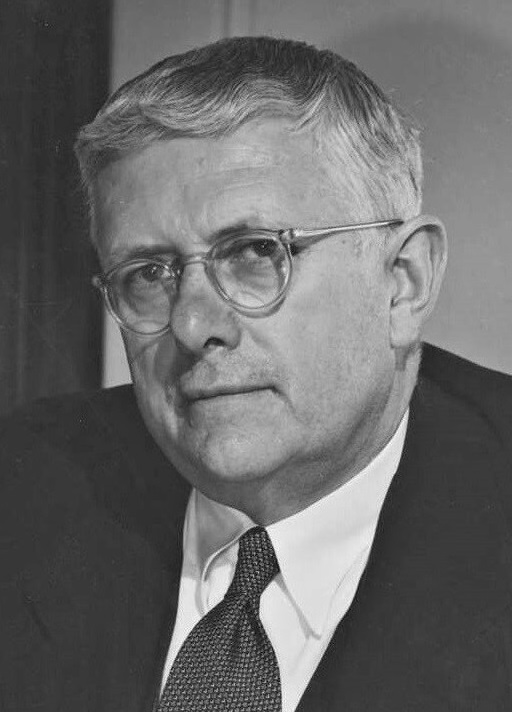
Herbert Vere Evatt (1951-1960)
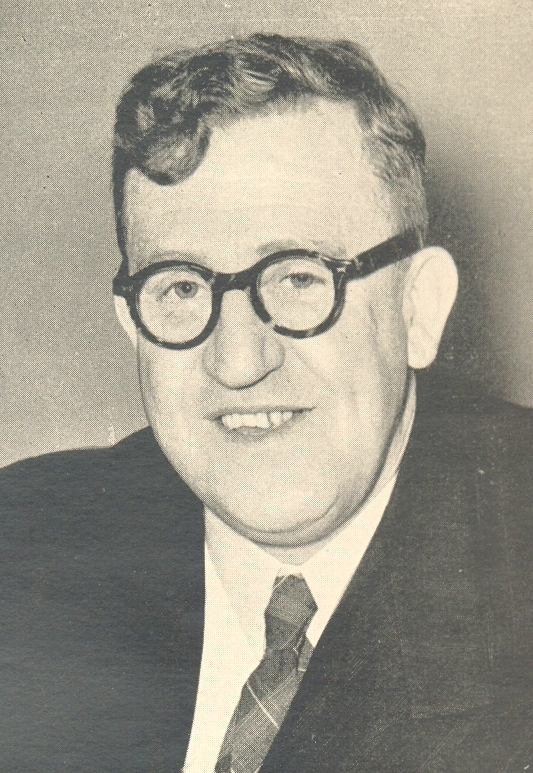
Arthur Calwell (1960-1967)
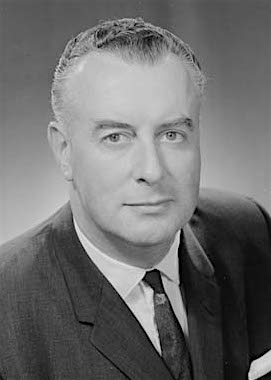
Gough Whitlam (1967-1977)
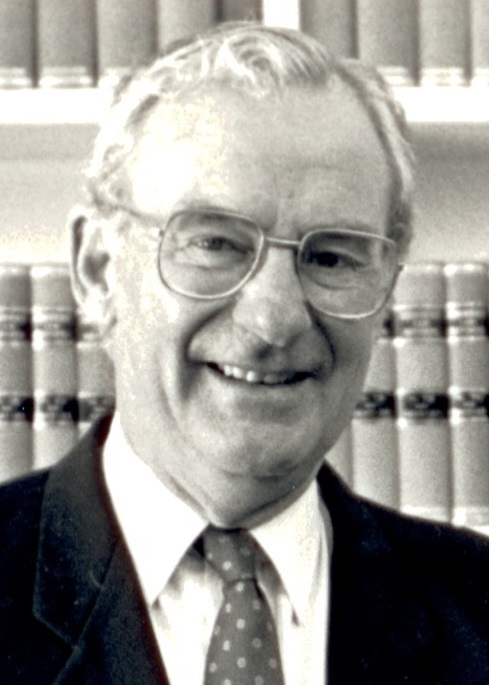
Bill Hayden (1977-1983)
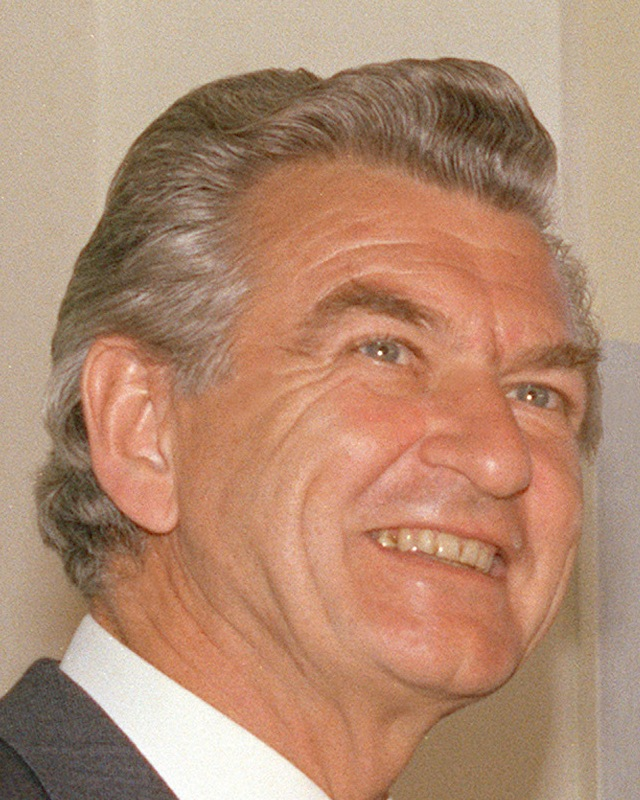
Bob Hawke (1983-1991)
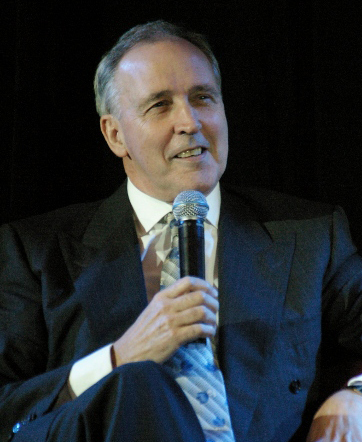
Paul Keating (1991-1996)
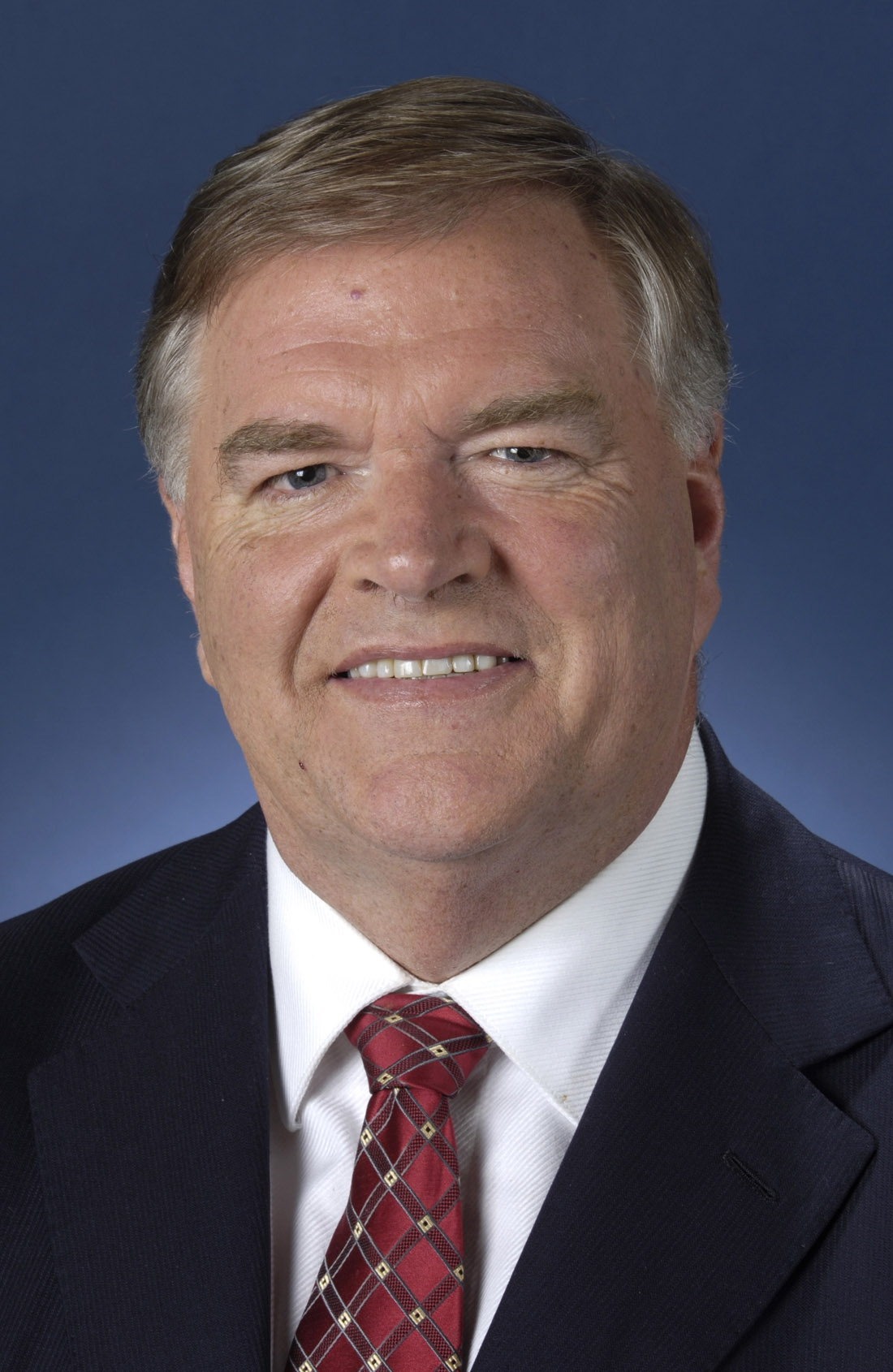
Kim Beazley (1996-2001, 2005-2006)
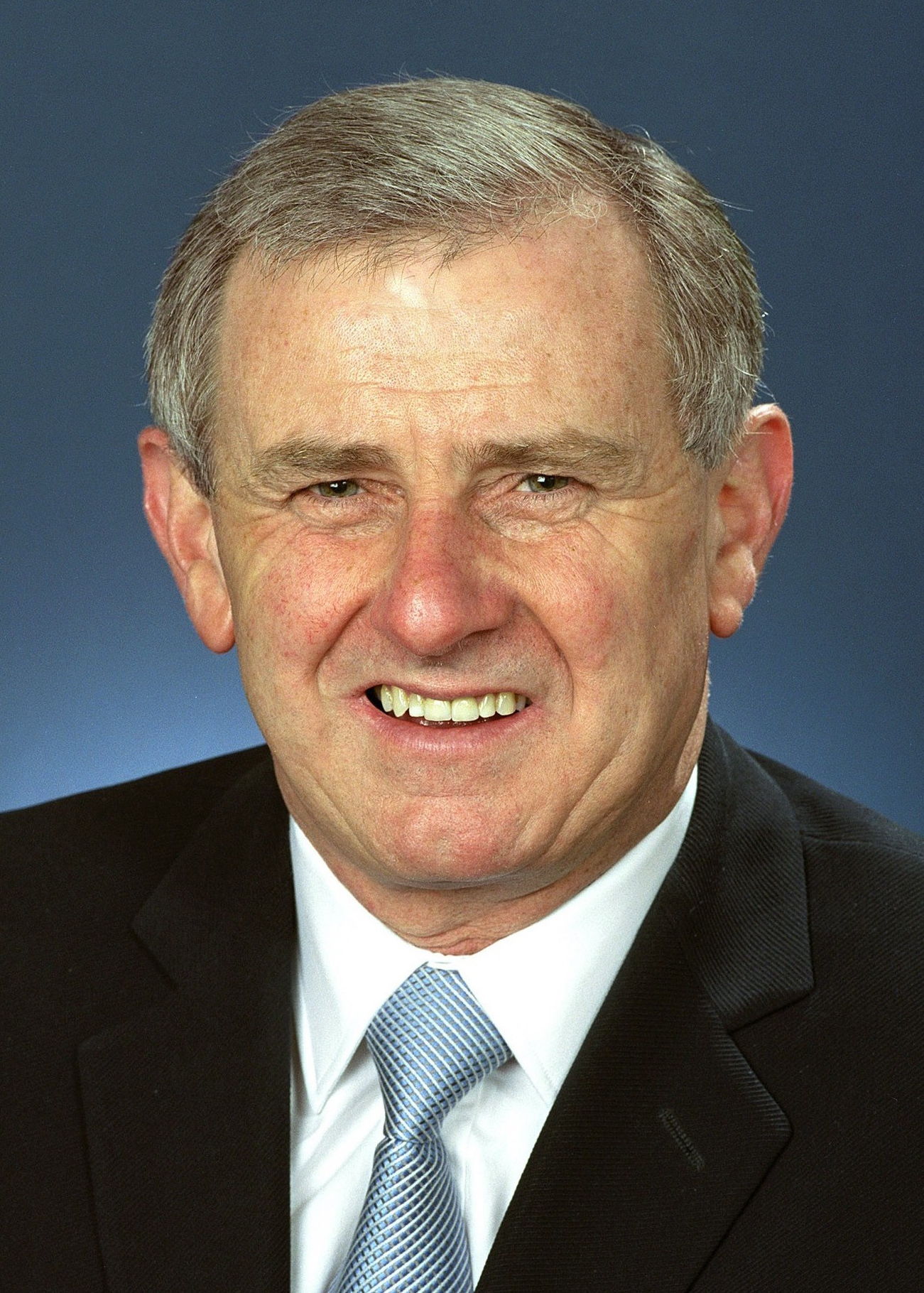
Simon Crean (2001-2003)
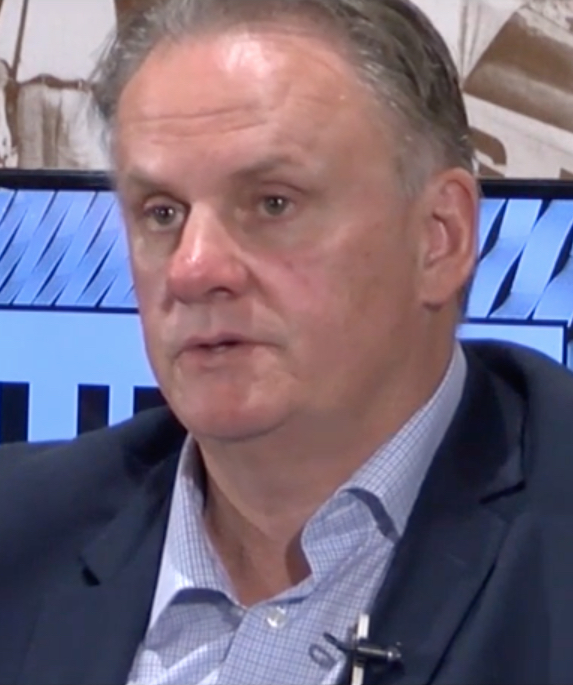
Mark Latham (2003-2005)
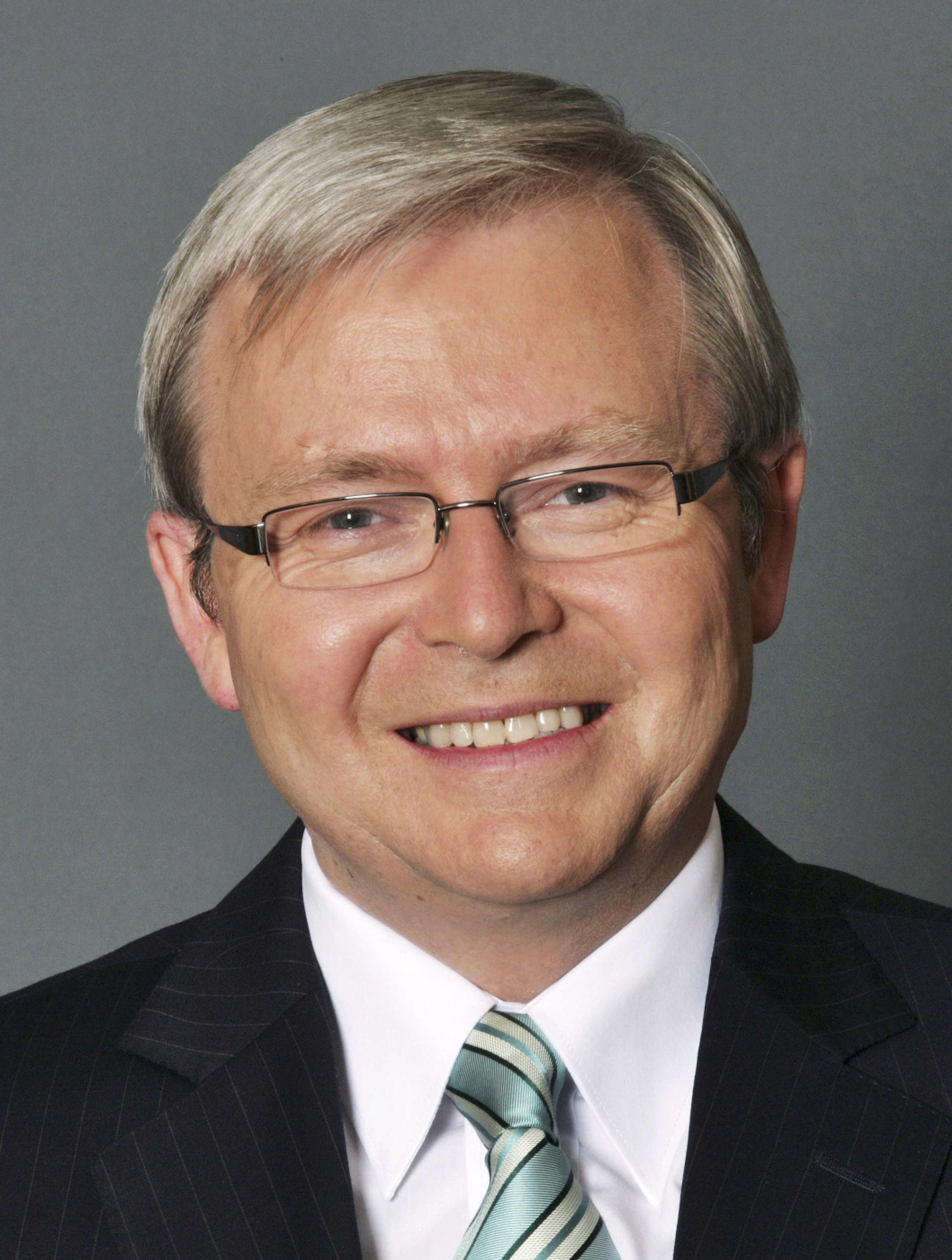
Kevin Rudd (2006-2010, 2013)
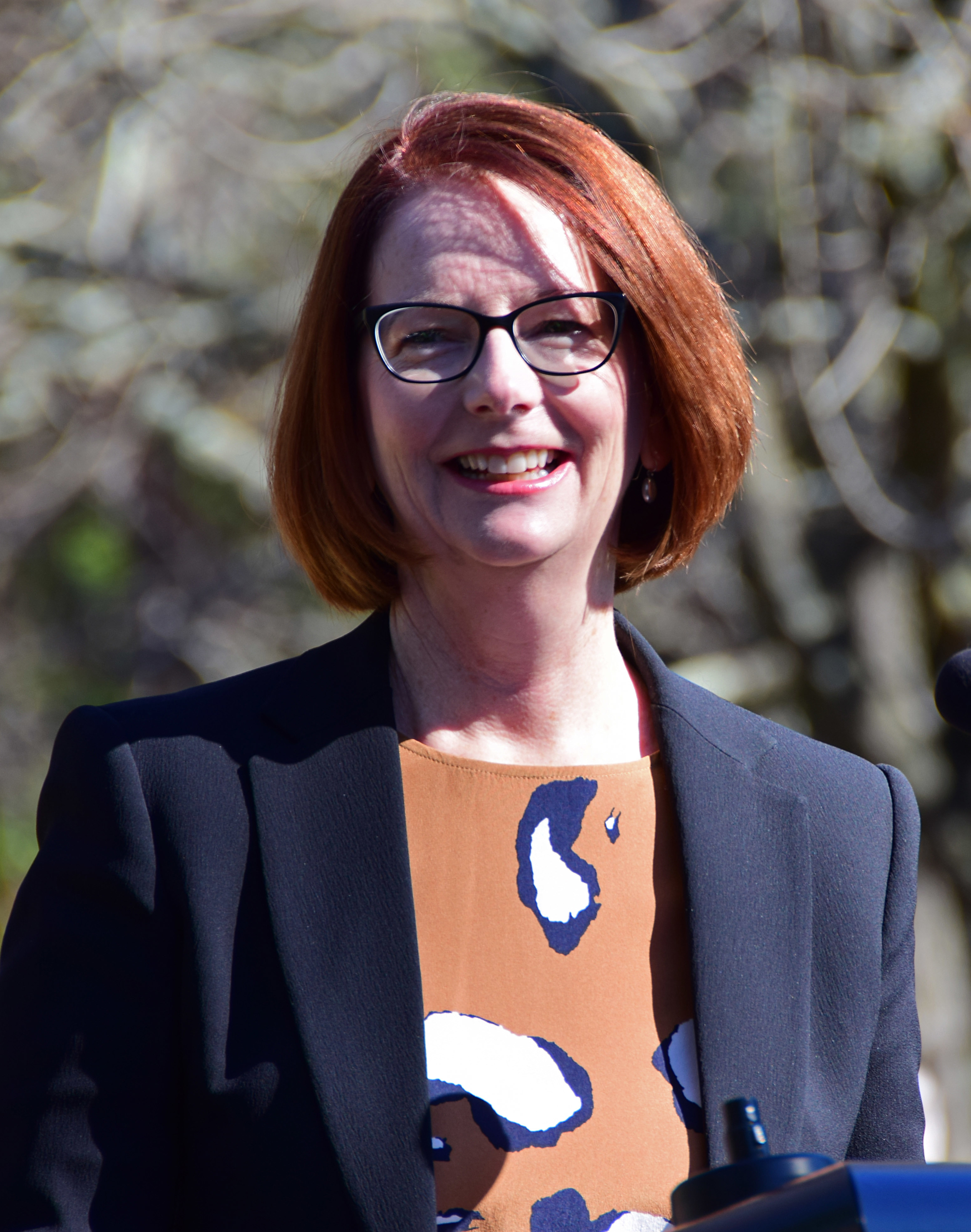
Julia Gillard (2010-2013)
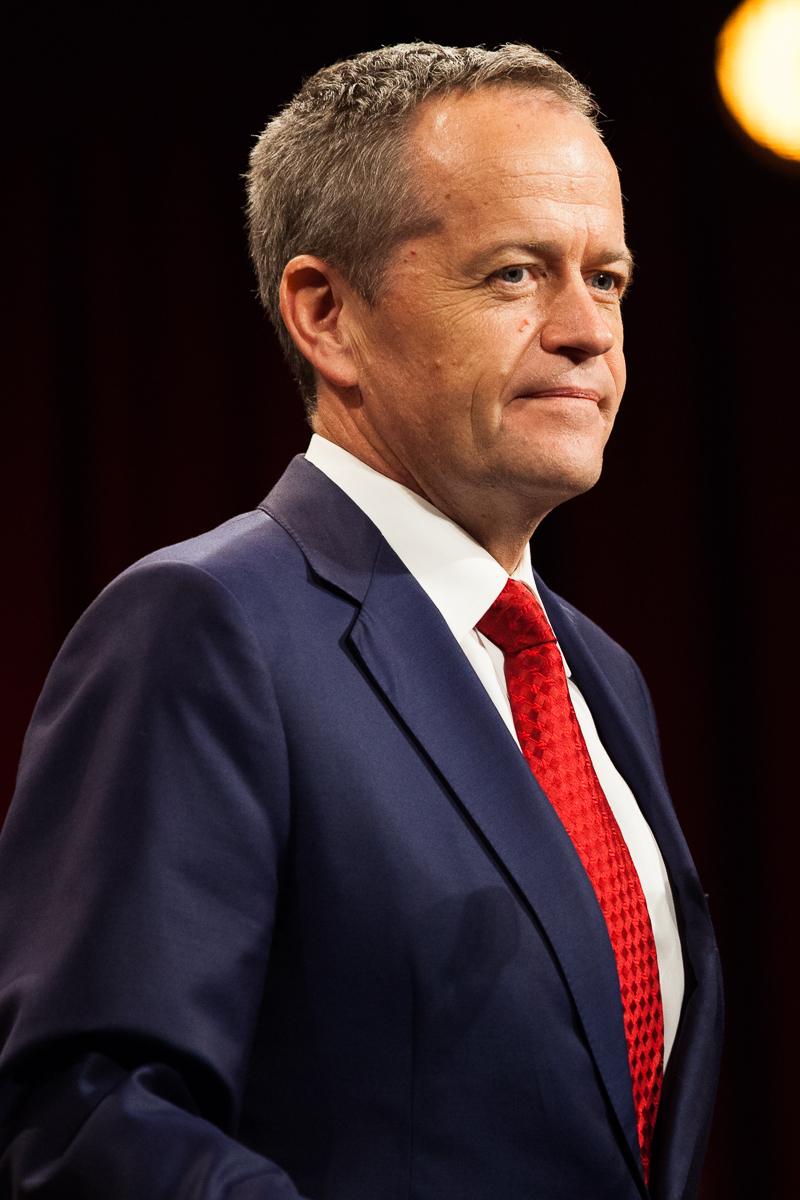
Bill Shorten (2013-2019)
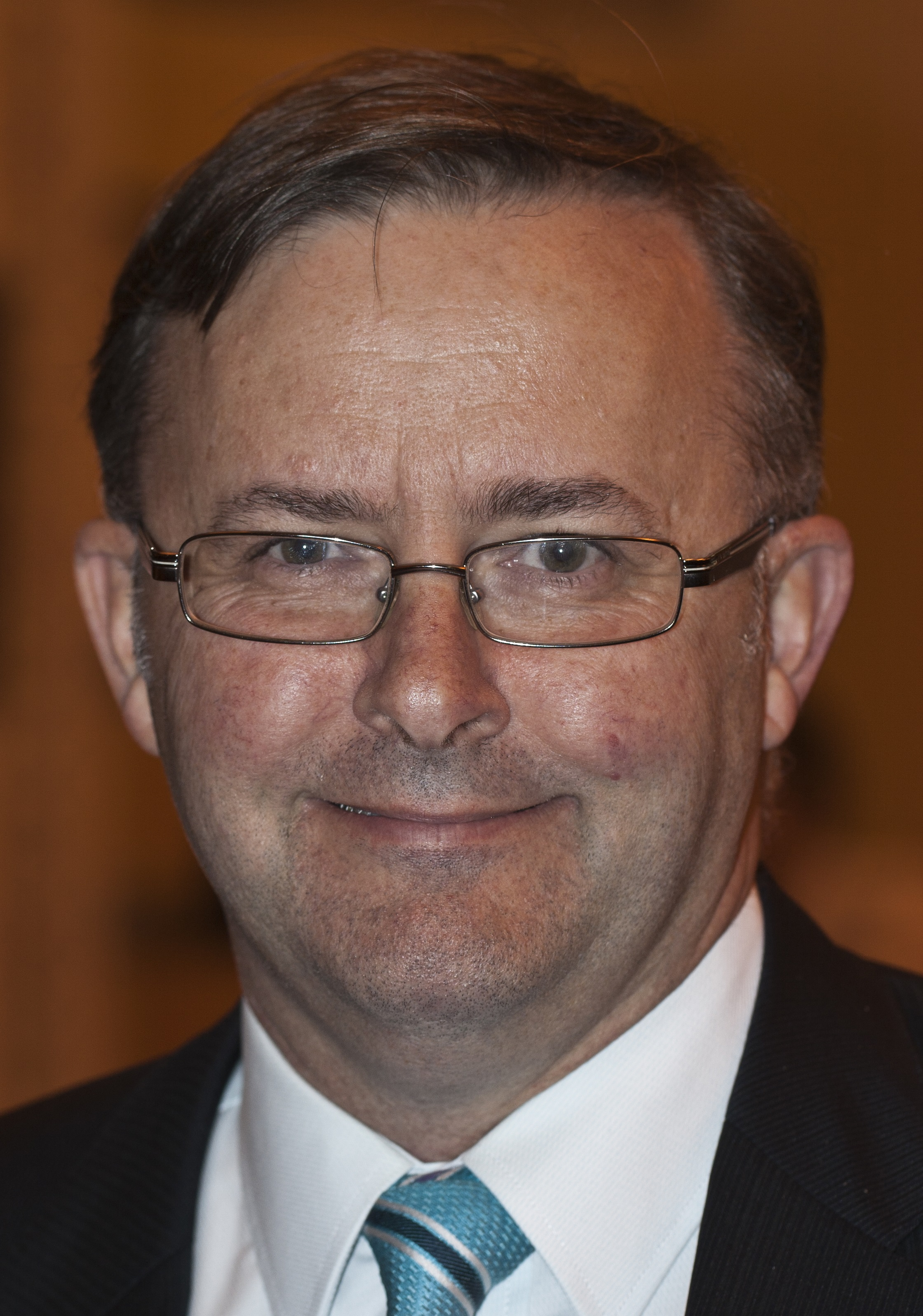
Anthony Albanese (depuis 2019)

### Premiers ministres des États et Ministres en chef des Territoires[4]
- Michael Gunner - Ministre en chef du Territoire du Nord du 31 août 2016 au 13 mai 2022.
- Daniel Andrews - Premier ministre du Victoria depuis le 4 décembre 2014.
- Andrew Barr - Ministre en chef du Territoire de la capitale australienne depuis le 11 décembre 2014.
- Annastacia Palaszczuk - Première ministre du Queensland depuis le 14 février 2015.
- Mark McGowan - Premier ministre de l'Australie-Occidentale depuis le 17 mars 2017.
- Peter Malinauskas - Premier ministre d'Australie-Méridionale depuis le 21 mars 2022.
- Natasha Fyles - Ministre en chef du Territoire du Nord depuis le 13 mai 2022.
- Chris Minns - Premier ministre de Nouvelle-Galles du Sud depuis le 28 mars 2023.

### Autres
- Anderson Dawson, Premier ministre de Queensland, 1899, le premier premier ministre travailliste d'un gouvernement au monde.
- Jack Lang, Premier ministre de Nouvelle-Galles du Sud, 1925-27 et 1930-1932.
- Herbert Vere Evatt, président de l'Assemblée générale des Nations unies en 1948-49.
- Sir John Kerr, membre de l'ALP et le dix huitième gouverneur général d'Australie.
- Bill Hayden, ministre et chef de l'ALP et le 21e gouverneur général d'Australie.
- Rosemary Follett, Ministre en chef du Territoire de la capitale australienne, la première femme à devenir chef de gouvernement dans un état ou un territoire australien, en 1989.
- Bob Carr, Premier ministre de Nouvelle-Galles du Sud, 1995-2005.